# The Wiz
The Wiz (Brasil: O Mágico Inesquecível / Portugal: O Feiticeiro) é um filme estadunidense musical, produzido pela Motown Productions e pela Universal Pictures, lançado em 24 de Outubro de 1978. É um retrato urbano do livro de L. Frank Baum, The Wonderful Wizard of Oz. O filme é uma adaptação do musical da Broadway de mesmo nome do ano 1975. Foi ainda indicado a quatro Óscars: Melhor Direção de Arte, Melhor Figurino, Melhor Trilha Sonora Original e Melhor Cenografia. Também foi dirigido por Sidney Lumet.
Apesar de ter um elenco grandioso e da direção de Lumet, além das indicações para o Academy Awards, o filme foi um fracasso de bilheteria e crítica, ressalvando-se alguns elogios dos críticos para Michael Jackson. No elenco também tinha Mabel King como a Bruxa Má do Oeste, Sidney Greene como Tio Henry, Lena Horne como Glenda - A Bruxa Boa do Sul, Theresa Merritt como Tia Em e Thelma Carpenter como Miss One - A Bruxa Boa do Norte. 

## Enredo
Dorothy (Diana Ross) é uma tímida professora do Harlem de Nova York. Após um jantar em família, seu cão Totó foge e ela vai atrás, mas é pega por um ciclone, que a leva para a Terra de Oz. Ela se torna amiga de um espantalho (Michael Jackson), um homem de lata (Nipsey Russell) e um leão covarde (Ted Ross). Juntos seguem pela Estrada dos Tijolos Amarelos até a Cidade das Esmeraldas para encontrarem o feiticeiro de Oz (Richard Pryor) que acreditam ser poderoso o bastante para levar Dorothy para casa de novo. 

## Curiosidades
Foi o primeiro filme de Michael Jackson.
Foi baseado na peça teatral com o mesmo nome.
No início, Joseph Jackson não queria que Michael fissese o filme, então a produção do filme teve que pagar 100,000 Dólares para ele fazer parte do elenco.
Em sua autobiografia, Michael revela: 
"Quando estávamos fazendo The Wiz, eu estava sendo instruído na coreografia junto com as co-estrelas: Ted Ross, Nispey Russell e Diana Ross e eles estavam com raiva de mim. Eu não conseguia descobrir o que estava de errado, até que Diana me chamou de lado e me disse que eu estava atrapalhando ela. Eu somente olhei pra ela. Complicando Diana Ross?."

## Elenco
O elenco todo é afro-americano.
- Diana Ross como Dorothy Gale
- Michael Jackson como Espantalho
- Lena Horne como Glinda, a Bruxa Boa do Sul
- Ted Ross como Leão Covarde
- Nipsey Russell como Homem de Lata
- Thelma Carpenter como Srta. One, a Bruxa Boa do Norte
- Theresa Merritt como Tia Emma
- Stanley Greene como Tio Henry
- Richard Pryor  como Mago de Oz / Herman Smith
- Mabel King como Evilene, a Bruxa Má do Oeste